# Tino Livramento
Valentino Francisco Livramento (* 12. listopadu 2002 Croydon) je anglický profesionální fotbalista, který hraje na pozici pravého obránce za anglický klub Newcastle United FC. Je také bývalým anglickým mládžnickým reprezentantem.

## Klubová kariéra

### Chelsea
Livramento se narodil v londýnském Croydonu portugalskému otci a skotské matce a připojil se k akademii Chelsea v roce 2009.
V sezóně 2020/21 byl Livramento jmenován nejlepším hráčem akademie Chelsea. V červenci 2021 se zastavila jednání o jeho smlouvě v Chelsea a objevily se spekulace o jeho odchodu z klubu.

### Southampton
Poté, co se nepodařilo dosáhnout dohody s Chelsea, podepsal Livramento v srpnu 2021 smlouvu se Southamptonem; součástí kontraktu by měla být klauzule o zpětném odkupu ve výši 25 milionů liber. Svůj debut v Premier League si odbyl 14. srpna 2021, a to při porážce 3:1 v prvním kole sezóny proti Evertonu. 23. října vstřelil Livramento svůj první profesionální gól, v zápase proti Burnley přispěl k remíze 2:2.

## Reprezentační kariéra
Livramento reprezentoval Anglii na úrovních do 21 let a byl kapitánem anglické reprezentace do 17 let.
Dne 27. srpna 2021 obdržel Livramento svou první pozvánku do anglické jednadvacítky. 7. září 2021 v týmu debutoval, a to v zápase kvalifikace na Mistrovství Evropy 2023 proti Kosovu.

## Statistiky

### Klubové
K 23. říjnu 2021
| Klub        | Sezóna  | Liga           | Liga   | Liga | FA Cup | FA Cup | EFL Cup | EFL Cup | Ostatní | Ostatní | Celkem | Celkem |
| Klub        | Sezóna  | Liga           | Zápasy | Góly | Zápasy | Góly   | Zápasy  | Góly    | Zápasy  | Góly    | Zápasy | Góly   |
| ----------- | ------- | -------------- | ------ | ---- | ------ | ------ | ------- | ------- | ------- | ------- | ------ | ------ |
| Southampton | 2021/22 | Premier League | 9      | 1    | 0      | 0      | 0       | 0       | 0       | 0       | 9      | 1      |
| Southampton | Celkem  | Celkem         | 9      | 1    | 0      | 0      | 0       | 0       | 0       | 0       | 9      | 1      |
| Celkem      | Celkem  | Celkem         | 9      | 1    | 0      | 0      | 0       | 0       | 0       | 0       | 9      | 1      |